# Colotis etrida
Colotis etrida är en fjärilsart som först beskrevs av Jean Baptiste Boisduval 1836.  Colotis etrida ingår i släktet Colotis och familjen vitfjärilar. Inga underarter finns listade i Catalogue of Life.

## Bildgalleri

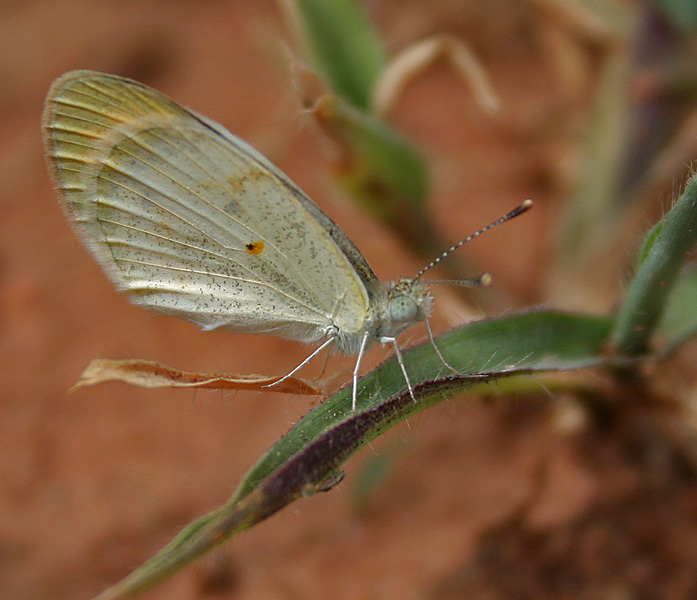
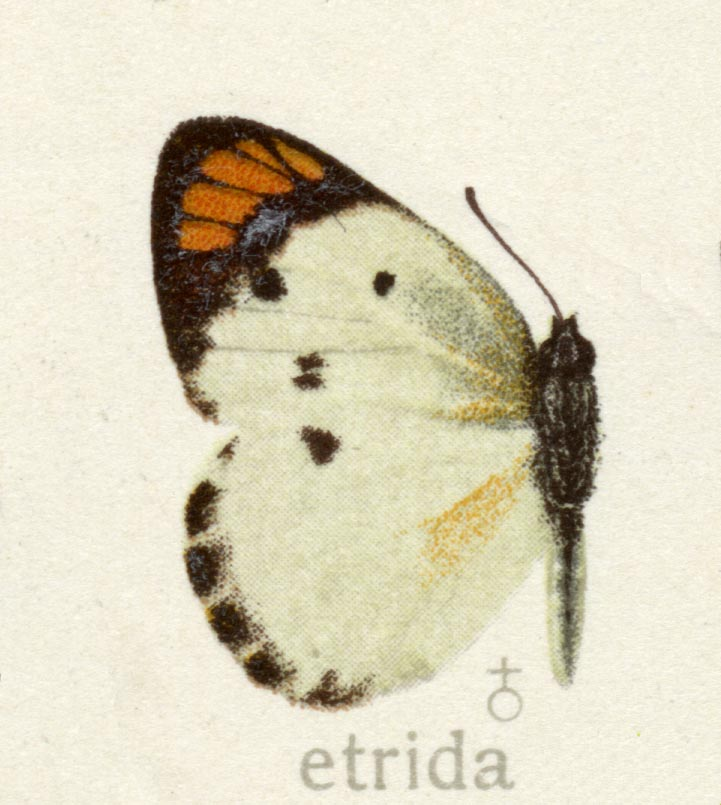
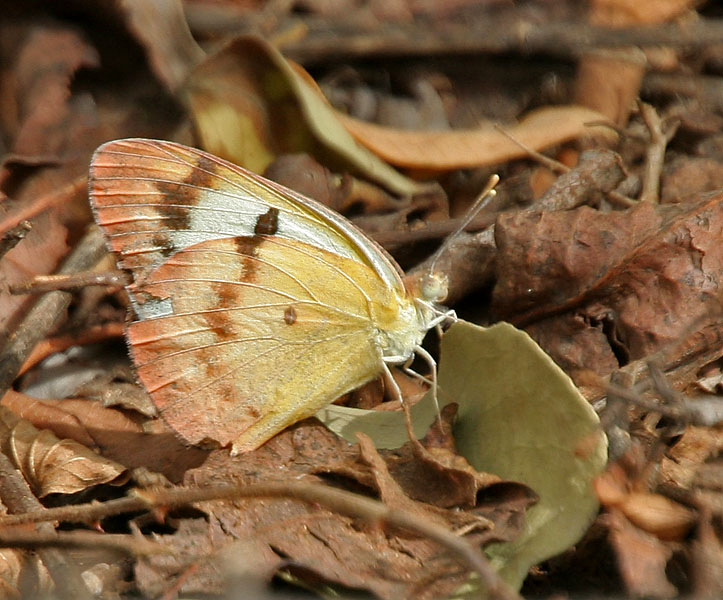